# Neoboletus
Neoboletus ist eine Pilzgattung aus der Familie der Dickröhrlingsverwandten (Boletaceae).
Die Typusart ist der Flockenstielige Hexen-Röhrling (Neoboletus erythropus).

## Merkmale

### Makroskopische Merkmale
Bis auf Neoboletus thibetanus (Syn. Gastroboletus thibetanus), dessen Fruchtkörper einen bauchpilzartigen Habitus aufweisen, sind die Fruchtkörper in Hut und Stiel gegliedert und besitzen eine Röhrenschicht. Der polsterförmige bis abgeflachte Hut ist kastanienbraun, altbraun, oliv-braun, rötlich-braun bis blutrot, ockerlich oder gelb, opak. Die Oberfläche ist trocken und samtig bis annähernd filzig beschaffen. Das Hymenophor ist poroid und am Stiel ausgebuchtet angewachsen. Die Röhren haben eine gelbe bis oliv-braune Farbe, die Poren bzw. Röhrenmündungen sind rötlich-orange, blutrot bis rot-braun, gelblich-orange oder gelb gefärbt. Das Sporenpulver hinterlässt einen oliv-braunen Abdruck. Der zentrale, feste Stiel ist ganz oder zumindest im oberen Teil mit auffälligen rötlichen bis rötlich-braunen oder gelben Punkten verziert, manchmal netzförmig. Die Basis ist entweder striegelig oder nicht. Das feste, blass gelbe bis hellgelbe Fleisch verfärbt sich auf Druck oder bei Verletzung rasch dunkelblau. Es schmeckt mild.

### Mikroskopische Merkmale
Die Sporen sind glattwandig und annähernd spindelig, elliptisch bis elliptisch-spindelig geformt. Sterile Elemente kommen sowohl auf der Röhrenfläche (Pleurozystiden), auf den Röhrenmündungen (Cheilozystiden) sowie der Stieloberfläche (Caulozystiden) vor. Die Hutdeckschicht (Pileipellis) ist ein fast paralleles oder verwobenes Trichoderm mit Übergang zu einer Cutis. Die abweichend bilaterale Hymenophoraltrama entspricht dem Boletus-Typ. Die seitliche Stielschicht ist ebenfalls boletoid und liegt sich unter einer sporenproduzierenden Fruchtschicht (Caulohymenium). Schnallenverbindungen an den Zwischenwänden (Septen) der Pilzfäden (Hyphen) fehlen. Das Stielfleisch zeigt mit bei Kontakt mit einem Iodreagenz keine Farbreaktion (inamyloid).

## Ökologie
Neoboletus-Arten bilden Ektomykorrhiza mit verschiedenen Laub- und Nadelbäumen.

## Arten
Die Gattung Neoboletus umfasst weltweit etwa 20 Arten, von denen drei in Europa vorkommen bzw. zu erwarten sind (Neoboletus erythropus, Neoboletus flavosanguineus und Neoboletus xanthopus).
| Neoboletus weltweit |                            |                                                                      |
| \| Deutscher Name \| Wissenschaftlicher Name \| Autorenzitat \| \| ------------------------------- \| -------------------------- \| -------------------------------------------------------------------- \| \| \| Neoboletus brunneissimus \| (W.F. Chiu) Gelardi, Simonini & Vizzini 2014 \| \| Flockenstieliger Hexen-Röhrling \| Neoboletus erythropus \| (Pers. 1795) C.Hahn 2015 \| \| \| Neoboletus flavosanguineus \| (Lavorato & Simonini 1997) Biketova, Wasser, Simonini & Gelardi 2021 \| \| \| Neoboletus magnificus \| (W.F. Chiu 1948) Gelardi, Simonini & Vizzini 2014 \| \| \| Neoboletus sinensis \| (T.H. Li & M. Zang 2001) Gelardi, Simonini & Vizzini 2014 \| \| \| Neoboletus thibetanus \| (Shu R. Wang & Yu Li 2014) Zhu L. Yang, B. Feng & G. Wu 2015 \| \| \| Neoboletus venenatus \| (Nagas. 1996) G. Wu & Zhu L. Yang 2015 \| \| \| Neoboletus xanthopus \| (Klofac & A. Urban 2014) Klofac & A. Urban 2014 \| |                            |                                                                      |
| Deutscher Name | Wissenschaftlicher Name    | Autorenzitat                                                         |
| | Neoboletus brunneissimus   | (W.F. Chiu) Gelardi, Simonini & Vizzini 2014                         |
| Flockenstieliger Hexen-Röhrling | Neoboletus erythropus      | (Pers. 1795) C.Hahn 2015                                             |
| | Neoboletus flavosanguineus | (Lavorato & Simonini 1997) Biketova, Wasser, Simonini & Gelardi 2021 |
| | Neoboletus magnificus      | (W.F. Chiu 1948) Gelardi, Simonini & Vizzini 2014                    |
| | Neoboletus sinensis        | (T.H. Li & M. Zang 2001) Gelardi, Simonini & Vizzini 2014            |
| | Neoboletus thibetanus      | (Shu R. Wang & Yu Li 2014) Zhu L. Yang, B. Feng & G. Wu 2015         |
| | Neoboletus venenatus       | (Nagas. 1996) G. Wu & Zhu L. Yang 2015                               |
| | Neoboletus xanthopus       | (Klofac & A. Urban 2014) Klofac & A. Urban 2014                      |

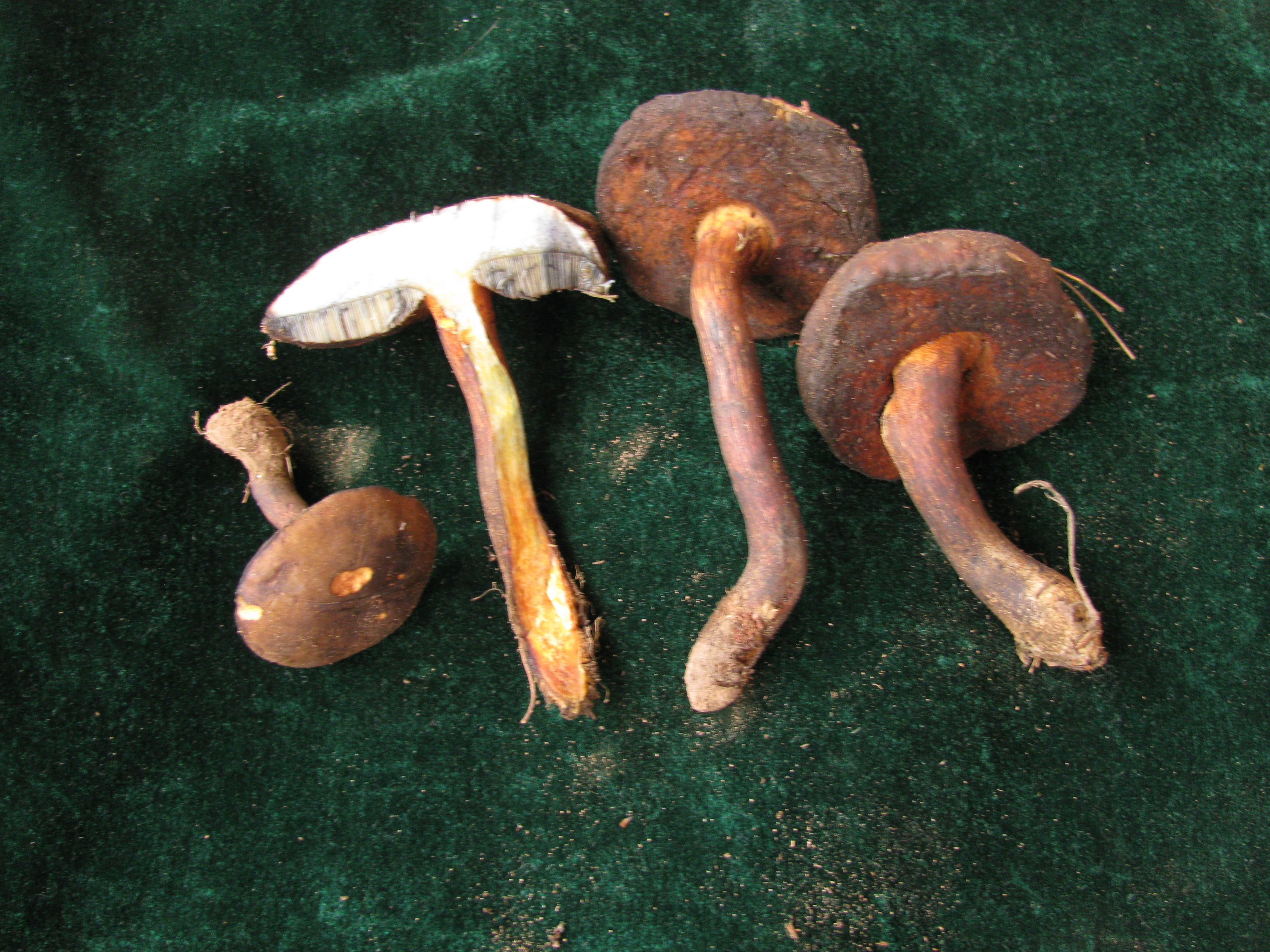
Neoboletus brunneissimus
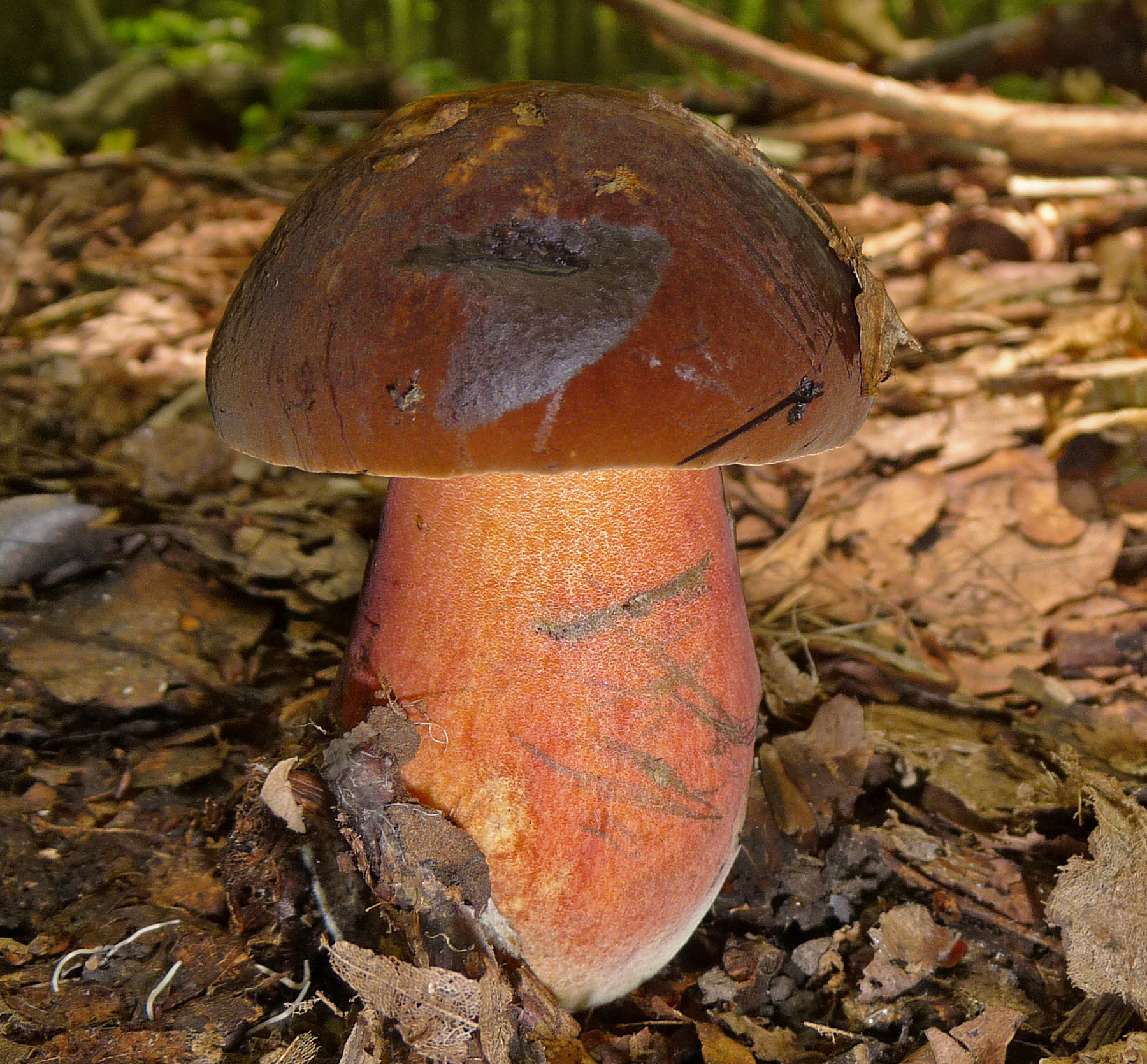
Flockenstieliger Hexen-Röhrling Neoboletus erythropus
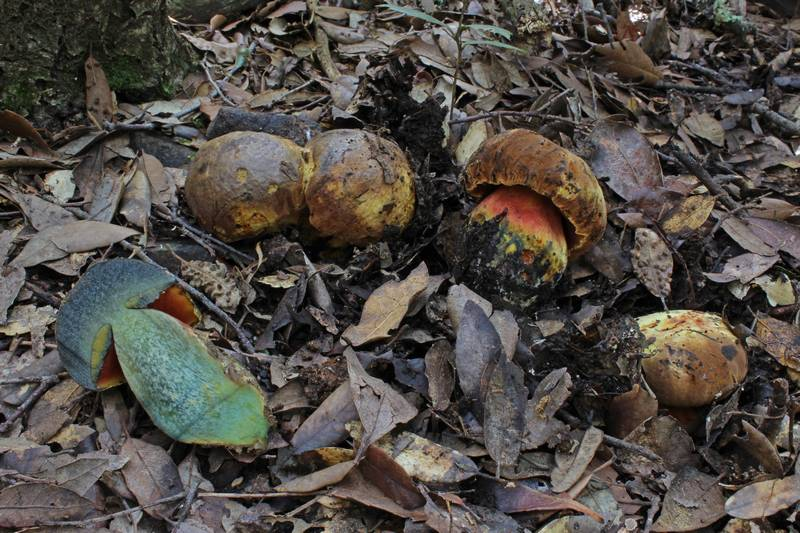
Neoboletus xanthopus

## Namensherkunft
Das Wortelement Neo- leitet sich vom griechischen Wort neós „neu“ ab und bezieht sich auf die morphologischen Übereinstimmungen der neuen Gattung mit den anderen dickröhrlingsartigen Gattungen.